# マリア・エレナ・ワルシュ

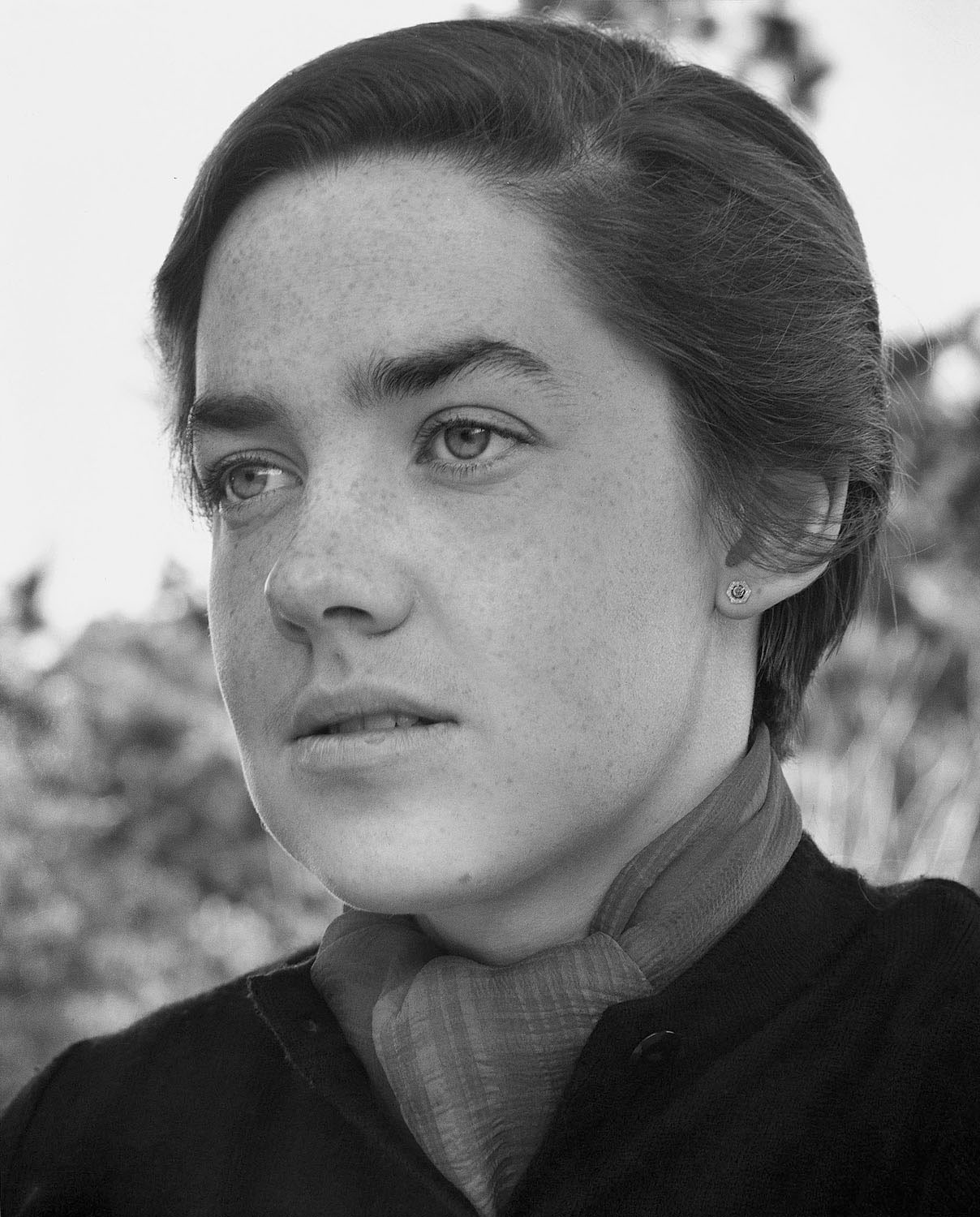
1965年のマリア・エレナ・ウォルシュ

マリア・エレナ・ワルシュ（María Elena Walsh、1930年2月1日 - 2011年1月10日）は、アルゼンチンの歌手、詩人、童謡・童話作家。ブエノスアイレス州ラモス・メヒア出身。
父親はアイルランドからの移民。17歳から活動を始め40冊以上の児童書や20枚以上のCDをリリースしている。
彼女の作った童謡で有名なものに『カメのマヌエリータ』（Manuelita la tortuga）があり、アニメ映画化もされている。
2011年1月10日、ブエノスアイレスの病院で80歳で亡くなっている。